# Marina (općina)
Marina je naselje i lučica na unutrašnjem dijelu Marinskog zaljeva, središte istoimene općine, 12 km zapadno od Trogira. Naselje ima 1089 stanovnika.

## Zemljopis
Obale zaljeva Marina razvedene su brojnim manjim uvalama s pješčanim i šljunčanim plažama. Na magistralnoj je prometnici (M2, E65). 
Unutar lučice manje jahte zaštićene su od svih vjetrova; veće jahte mogu sidriti na kraju zaljeva, l jugoistočno od kapele i južno od brda Plokata.

## Općinska naselja
U sastavu općine je 15 naselja (stanje 2006.), to su: Blizna Donja, Blizna Gornja, Dograde, Gustirna, Marina, Mitlo, Najevi, Poljica, Pozorac, Rastovac, Sevid, Svinca, Vinišće, Vinovac i Vrsine.
Rivijeru Marina čine i Vinišće, Poljica i Sevid. 

## Stanovništvo

### Popis 2011.
Prema popisu stanovništva iz 2011. godine, Općina Marina ima 4595 stanovnika. Većina stanovništva su Hrvati s 97,61 %, a po vjerskom opredijeljenju većinu od 95,56 % čine pripadnici katoličke vjere.
| broj stanovnika | 2811  | 2724  | 3088  | 3462  | 3770  | 3984  | 5279  | 6291  | 5719  | 6002  | 6020  | 5442  | 4775  | 4417  | 4771  | 4595  | 4273  |
|                 | 1857. | 1869. | 1880. | 1890. | 1900. | 1910. | 1921. | 1931. | 1948. | 1953. | 1961. | 1971. | 1981. | 1991. | 2001. | 2011. | 2021. |

| broj stanovnika | 169   | 1356  | 576   | 329   | 335   | 374   | 1821  | 2377  | 491   | 535   | 612   | 540   | 671   | 879   | 1085  | 1117  | 1015  |
|                 | 1857. | 1869. | 1880. | 1890. | 1900. | 1910. | 1921. | 1931. | 1948. | 1953. | 1961. | 1971. | 1981. | 1991. | 2001. | 2011. | 2021. |

## Povijest
Na području današnje Marine u starom su vijeku živjeli ilirsko pleme Bulini, stari Grci, zatim Hilini (grčki kolonizatori koji su se asimilirali s Bulinima), potom Rimljani, a početkom 7. stoljeća Hrvati dolaze u ovaj kraj.
Pod imenom Bosiljina spominje se 1070. godine kao dio trogirske komune. Bila je sjedištem Drida, starohrvatske župe.
Naselje je planirano u 16. st. God. 1495. – 1500. Trogirski su biskupi (Franjo Maracel) na otočiću u zaljevu podignuli 1495. četverokutnu kulu (kaštil, biskupska kula) s konzolno istaknutim kruništem i Citadelu (kanal između kopna i kule zasut je u početku XX. st.), a radi obrane tog prostora (ljetnikovac trogirskog biskupa) od osmanskih osvajača. Uz kaštil biskup je dao podignuti crkvu sv. Marine, po kojoj je kraj poslije dobio i ime.
Oko Citadele naknadno je izgrađen bedem. U tom su se međuprostoru naselili okolni stanovnici koji su svoje novo naselje prozvali Marina, a ime se proširilo na cijeli teritorij Bosiljine, pa su supostojala dva imena, službeno Bosiljina i u puku Marina. Ime Bosiljine ne rabi se od Prvog svjetskog rata.
Godine 1657. kod Marine se vodila bitka s Turcima.
Biskupska je kula popravljena za Kandijskoga rata 1657. i 1717.; rekonstruirana 1971./1972.
Nakon ukidanja Trogirske biskupije, veći dio prostora općine pripada Šibenskoj biskupiji.
Marinska bratovština Svetoga Sakramenta odigrala je bitnu ulogu u doba hrvatskog preporoda. Organizirano je čuvala hrvatski jezik, običaje, narodni folklor, nošnju i ino narodno kulturno blago.

## Gospodarstvo
- Marina Agana – u Marini ima 140 vezova u moru i 100 mjesta na kopnu.

## Poznate osobe
- Andrija Matijaš Pauk – heroj Domovinskog rata, zapovjednik tenkista 4. gardijske brigade.

## Spomenici i znamenitosti
Crkva sv. Ivana je gotičko-renesansnih oblika, a u polju nedaleko od sela je gotička crkvica sv. Luke s grbom obitelji Sobota.
Tri kilometra od mjesta Marina nalazi se spilja s kapelicom sv. Josipa, iznad Marine na brdu Drid nalazi se crkvica Gospe Snježne gdje je po legendi pao snijeg 5. kolovoza. U Marini se nalazi još crkva sv. Jakova, sv. Ivana te na ulazu u mjesto sv. Marina.
Na pozorcu je crkva Gospe od Anđela, u Poljicima crkvica sv. Luke, na Vrsinama crkva sv. Josipa, u Svincima crkva sv. Jure, u Viniscu crkva Srca Isusovog, u Dogradama kapelica sv. Ante, u Bliznoj Crkva sv. Mihovila. Isto tako treba napomenuti da se na vrhu brda Bilo iznad Marine nalaze ostatci bunkera i skloništa iz Drugoga svjetskog rata, koje je koristila njemačka vojska.
Špilja sv. Jakova (Grota sv. Jakova), naseljena u pretpovijesno doba, poslije svetište.
- Crkva Gospe od Sniga na Dridu

## Obrazovanje
Osmogodišnja osnovna škola koja je dobila ime po poznatom kiparu Ivan Duknoviću, rodom iz Vinišća. Škola je suvremeno opremljena, a rekonstrukcija škole završena je u studenom 2005 godine. Škola danas ima oko 400 učenika, uz područne četverogodišnje škole u Vrsinama, Gustirni i Vinišću te osmogodišnja škola u Bliznoj.

## Kultura
- Klapa Drid
- Klapa Srebrena Marina
- KUU Andrija Matijaš – PAUK

## Šport
Športaši i rekreativci mogu se posvetiti jedrenju, ronjenju, ribarenju, iznajmiti brodicu ili jahtu.

## Vanjske poveznice
- službeno mrežno mjesto